# علم أندورا
علم أندورا (بالكتالونية: Bandera d’Andorra)‏ هو علم ثلاثي الألوان استخدم لأول مرة عام 1866، ويتكون من ثلاثة ألوان عمودية هي الأزرق والأصفر والأحمر مع وجود شعار أندورا في الوسط. أخذت فكرة العلم الأندوري من علم فرنسا وعلم إسبانيا ويشبه كلًا من علم رومانيا وعلم تشاد لكن بدون الشعار.

## أعلام تاريخية

علم أندورا مابين عامي 1806-1866
علم أندورا تحت حكم بوريس الأول مابين يومي 10-23 يوليو 1934
علم أندورا مابين عامي 1939-1949
علم أندورا مابين عامي 1949-1959
علم أندورا مابين عامي 1959-1971

## أعلام مشابهة

علم تشاد
علم مولدوفا
علم رومانيا